# Hilir
Hilir is een bestuurslaag in het regentschap Aceh Selatan van de provincie Atjeh, Indonesië. Hilir telt 2274 inwoners (volkstelling 2010).